# John Alldis
John Alldis (10 agosto 1929 – 20 dicembre 2010) è stato un direttore di coro e direttore d'orchestra inglese.

## Biografia
Dopo la sua formazione a Felsted, Alldis studiò come studioso di coro sotto Boris Ord al King's College, Cambridge, dal 1949 al 1952.
Dopo aver lasciato l'Università di Cambridge, Alldis venne in poco tempo considerato come un direttore di coro. Nel 1966 la London Symphony Orchestra lo ingaggiò per formare e dirigere il suo primo gruppo corale permanente. Tuttavia nel 1969 passò al London Philharmonic Choir, con il quale rimase fino al 1982, preparando cori per molti spettacoli celebri con Adrian Boult, Otto Klemperer, Leopold Stokowski, Colin Davis, Bernard Haitink, Karl Richter, Georg Solti, e Zubin Mehta.
Nel 1962 Alldis fondò il coro professionista John Alldis Coro, composto di 16 membri, che lanciò lui stesso con la prima mondiale di Alexander Goehr A Little Cantata of Proverbs. La musica contemporanea figurava in particolare nel suo repertorio, con le prime esecuzioni di opere di Malcolm Williamson, Richard Rodney Bennett and Harrison Birtwistle, molte delle quali furono registrate con l'etichetta Argo. Nel 1967 preparò il John Alldis Coro per la prima esecuzione europea del Requiem Canticles di Stravinsky, diretta da Pierre Boulez. La registrazione del coro del 1972 di Verse di Justin Connolly, op. 7b, fu ripubblicato nel 2008 con l'etichetta Lyrita. Il coro ha inoltre partecipato a numerose incisioni di opere per la Decca e la RCA Records, con artisti come Luciano Pavarotti, Plácido Domingo, Janet Baker, Joan Sutherland and Kiri Te Kanawa.
Nel 1970 Alldis diresse il suo coro nella prima esecuzione e registrazione dell'album prog rock dei Pink Floyd Atom Heart Mother. Nel 1973 diresse il coro nell'esecuzione nell'Abbazia di Westminster del Third Sacred Concert di Duke Ellington, una registrazione che doveva essere la penultima fatta dal grande direttore. Ha anche diretto il London Philharmonic Choir e la sezione di ottoni nella registrazione di Star Clusters di David Bedford, disponibile nell'etichetta Classicprint. Nel 1977, registrò Sounds of Glory per l'Arcade Records, una celebrazione di classici corali che vinse un disco d'oro.

## Impegni con altri gruppi
Alldis diresse una serie di altre formazioni musicali che spaziano dal Rinascimento ad oggi. Dal 1966 al 1979 ha guidato il coro della Guildhall School of Music and Drama. Dal 1971 al 1977 ha lavorato come direttore principale congiunto di Radio Danimarca, dirigendo in modo superbo il suo Coro della Radio di Stato Danese. Dal 1979 al 1983 diresse il Groupe Vocal de France, registrando musica di Francis Poulenc e Gabriel Fauré. Dal 1989 al 1990 è stato direttore musicale e consulente per i Cameran Singers in Israele e divenne in breve tempo direttore ospite del Coro Hallé di Manchester. Dal 1978 al 1987 ha diretto l'American Choral Symposium di Manhattan, Kansas. Dal 1985 al 1998 è stato direttore ospite permanente del Netherlands Chamber Choir, con il quale realizzò diversi CD tra cui English Choral Music sull'etichetta Globe. Dal 1989 al 1997 diresse come ospite il Tokyo Philharmonic Chorus e la Società Filarmonica Centrale della Cina a Pechino. Nel 2002 ha diretto l'Opéra national de Lyon nella prima esecuzione della Messa Sulenna del compositore corso Jean-Paul Poletti. Dal 1975 al 2003 John Alldis prestò servizio al Ralph Vaughan Williams Trust e dal 1971 al 2004 diresse la Wimbledon Symphony Orchestra.

## Premi e riconoscimenti
Alldis vinse 4 Grammy Awards per il suo lavoro con Sir Adrian Boult e Sir Georg Solti, fu un membro onorario del Westminster Choir College di Princeton e nel 1994 fu nominato Chevalier de l'ordre des Arts et des Lettres. Era sposato con la violinista e insegnante Ursula Alldis con la quale ebbe due figli, Dominic e Robert.